# Neraudia ovata
Neraudia ovata är en nässelväxtart som beskrevs av Gaud.. Neraudia ovata ingår i släktet Neraudia och familjen nässelväxter. IUCN kategoriserar arten globalt som akut hotad. Inga underarter finns listade i Catalogue of Life.